# Форещанка
Форещанка — річка в Україні, у Івано-Франківської області, ліва притока Пруту (басейн Дунаю).

## Опис
Довжина річки приблизно 5 км. Формується з багатьох безіменних струмків.

## Розташування
Бере початок на південному заході від гори Кукул у Карпатському національному природному парку. Тече переважно на південний схід і впадає у річку Прут, ліву притоку Дунаю.